# Porta (Steuereinheit)
Die Porta (aus dem Latein: Pforte, Tor) war eine Grundsteuereinheit (Besteuerungseinheit, nach der die Steuern errechnet wurden) im Königreich Ungarn vom Spätmittelalter bis zum 19. Jahrhundert. 
Die Portalsteuer wird erstmals im Dekret Karl Roberts von 1323 erwähnt. 1338 betrug sie 18 Denare je Porta. Die Größe der Porta als Besteuerungseinheit war immer wieder Wandlungen unterworfen. Man verstand darunter den Bauernhof, auf dem auch mehrere Familien wohnen konnten, beziehungsweise das Tor, durch das ein vollbeladener Wagen ein- und ausfahren konnte. Bis zum 16. Jahrhundert war die Porta mit dem bäuerlichen Anwesen (Lehen) – sessio – identisch. Im 17. Jahrhundert bestand sie aufgrund des Landtagsbeschlusses, der von König Matthias II. am 23. Januar 1610 sanktioniert wurde, aus vier Bauern- und zwölf Söllnerfamilien. In der Neuzeit wurde die Porta in eine große Porta und eine kleine Porta geteilt, wobei zweitere dann nur mit der halben Steuer belegt wurde. Im 18. Jahrhundert stellte sie einen bestimmten Geldbetrag dar, der dann auf die jeweiligen Gemeinden umgelegt wurde.
Für die Wissenschaft stellen die seit dem 15. Jahrhundert vorliegenden Portalverzeichnisse eine wertvolle Quelle dar. Vor allem bei der Ermittlung der Bevölkerungszahl, ihrer Vermögensverhältnisse und anderer Probleme der Demographie und Siedlungsforschung stellen sie einen ungemein hilfreichen Fundus dar.